# 아르테시아역
아르테시아 (Artesia)역은 로스앤젤레스 메트로의 A선역 중 하나이다. 섬식 승강장으로 이루어졌으며, 캘리포니아주 컴튼 남쪽 경계 인근의 알라메다가(Alameda Street) 교차로 인근의 아르테시아 대로(Artesia Boulevard) 부근에 위치한다. 이 역에는 380개의 주차 공간을 갖춘 주차장이 있다. 비인가된 지역인 란초 도밍게즈의 근처에 있으며, 아르테시아 프리웨이(SR 91)와도 가깝다.
아르테시아역은 도밍게즈 힐스 캘리포니아 주립대학에서 가장 가까운 파란선 역이다.
2012년 6월 7일자 로스앤젤레스 타임스의 사설은 이 역을 "보행자에게 극도로 불친절하다" "제3세계 철도역"이라고 묘사했다.

### 역 구조
| 승강장 | A선                             | ← 델아모역 Del Amo Station ← 다운타운 롱비치역행 (종착점행) |
| 승강장 | 섬식 승강장, 왼쪽 출입문이 열림 |                                                             |
| 승강장 | A선                             | → 컴튼역 Compton Station → 7번가/메트로센터행 (기점행)      |

## 서비스

### 열차 운행 정보
A선 운행 시간은 매일 오전 5시부터 오전 12:45까지이다.

### 연결 가능한 대중교통
- 메트로 로컬: 60, 130, 205, 260
- 메트로 래피드: 762
- 컴튼 르네상스 트랜싯(Compton Renaissance Transit): 5
- 롱비치 트랜싯(Long Beach Transit): 51, 52, 61
- 토렌스 트랜싯(Torrance Transit): 6

## 인근 역세권
- 컴튼 대학(Compton College)
- 래디슨 크리스탈 파크 호텔 & 카지노(Radisson Crystal Park Hotel and Casino)
- 메이저 리그 베이스볼 어번 유스 아카데미(Major League Baseball Urban Youth Academy)
- 도밍게스 랜초 어도비(Dominguez Rancho Adobe) : 캘리포니아주 역사유적지 152호